# Sân bay Lodwar
Sân bay Lodwar (IATA: LOK, ICAO: HKLO) là một sân bay ở Lodwar, Kenya.

## Hãng hàng không và điểm đến
| Hãng hàng không           | Các điểm đến                             |
| ------------------------- | ---------------------------------------- |
| Aircraft Leasing Services | Lokichogio, Nairobi–Wilson               |
| Fly540                    | Nairobi–Jomo Kenyatta                    |
| Fly-SAX                   | Nairobi–Wilson Theo mùa: Eldoret, Kitale |
| Safarilink                | Nairobi–Wilson                           |